# Font Sobirana (Miralles)
La Font Sobirana és una font del terme municipal de Tremp, del Pallars Jussà, a l'antic terme d'Espluga de Serra, en territori de l'antic poble de Miralles.
Està situada a 950 m d'altitud, al nord-est de l'antic poble de Miralles, i, més distanciat, al sud-est del de Llastarri, en un dels contraforts sud-occidentals de la Serra de Sant Gervàs a la Montanyeta de Llastarri. És a l'esquerra del barranc del Clot de Llastarri. A la mateixa vall, però bastant més amunt, hi ha la Font de Llenes.